# Tmarus obsecus
Tmarus obsecus là một loài nhện trong họ Thomisidae.
Loài này thuộc chi Tmarus. Tmarus obsecus được Arthur Merton Chickering miêu tả năm 1965.